# ليام نيسون
ليام نيسون (بالإنجليزية: Liam Neeson)‏ ممثل أيرلندي من مواليد 7 يونيو 1952. مثل الكثير من الأفلام البارزة والحائزة على الكثير من الجوائز، مثل: قائمة شندلر، حرب النجوم، بداية باتمان، تيكن، والمجهول. رشح لجائزة لأوسكار لأفضل ممثل رئيسي في فيلم قائمة شندلر ورشح أيضا للعديد من جوائز غولدن غلوب وحصل على جائزة الأكاديمية البريطانية للأفلام عن فيلم قائمة شندلر. وضعت مجلة إمبير ليام نيسون من ضمن قائمة «100 النجوم الأكثر جاذبية في تاريخ السينما» وقائمة «أفضل 100 نجم في كل العصور.»

## النشأة
ولد نيسون في باليمينا، مقاطعة أنترم، أيرلندا الشمالية، وهو ابن كاثرين «كيتي» نيسون والطباخ برنارد «بارني» نيسون، وهو موظف في مدرسة باليمينا بويز القديسين الابتدائية. سمي باسم ليام من الكاهن الكاثوليكي. ليام ترتيبه الثالث بين أشقائه الأربعة، لديه ثلاث شقيقات: اليزابيث، برناديت وروزالين. قال نيسون أن نشأته كاثوليكية في بلدة بروتستانتية جعلته حذرا، قال إنه كان يشعر بأنه مواطن «من الدرجة الثانية» في البلدة، على الرغم من أنه ذكر أيضا لم يشعر أبدا بأنه «أدنى أو حتى مختلف عن الآخرين» في الكلية التقنية البروتستانتية. وصف نيسون نفسه بأنه ليس على اتصال بسياسة وتاريخ ايرلندا الشمالية، حتى أنه لم يشارك بالاحتجاجات ولم يدرك بها إلا من قبل زملائه الطلاب بعد يوم الأحد الدامي في عام 1972 خلال فترة الاضطرابات في الدولة. وقد شجعته تجربة هذه الاحتجاجات على معرفة المزيد عن التاريخ المحلي. في مقابلة أجريت له عام 2009، قال نيسون: «أنا لم أتوقف أبدا عن التفكير في تلك المشاكل، لقد عرفت الرجال والفتيات الذين كانوا مرتكبي العنف بين البروتستانت والكاثوليك، وهو جزء من الحمض النووي الخاص بي».
في سن التاسعة بدأ نيسون بدروس الملاكمة في نادي شباب القديسين وأصبح في وقت لاحق في نادي أولستر لأبطال هواة الملاكمة. صعد نيسون لأول مرة على خشبة المسرح في سن الحادية عشرة بعد أن قدم له مدرس اللغة الإنجليزية الدور القيادي في مسرحية المدرسة، والتي قبل في تمثيلها لأن الفتاة التي كان يحبها هي بطلة المسرحية. وواصل العمل في الإنتاج المدرسي خلال السنوات التالية.
تأثر اهتمام نيسون بالتصرف والقرار لكي يصبح فاعلا من قبل إيان بيزلي، مؤسس الحزب الديمقراطي الاتحادي. قال نيسون عن بيزلي: «كان له حضور رائع وكان من المذهل مشاهدته... كان يمثل، لكنه كان يمثل بطريقة مذهلة ومثيرة جدا». في عام 1971 التحق نيسون كطالب في الفيزياء وعلوم الكمبيوتر في جامعة الملكة بلفاست، أيرلندا الشمالية، وبعدها غادر للعمل في مصنع بيرة. في كوينز اكتشف ليام موهبة كرة القدم ولعب في نادي بوهيميان. وفي يوم كانت هناك بطولة في دبلن، ولعب نيسون المباراة النهائية كبديل ضد نادي شامروك روفرز لكن لم يُجَدَّد عقده بعد المباراة.

## آراء سياسية
نيسون معارض لقضية امتلاك الأسلحة النارية في الولايات المتحدة، بسبب سهولة امتلاك الأسلحة في الولايات المتحدة ولأن القانون الأمريكي غير رادع في هذه القضية. في يناير / كانون الثاني 2015 كرر رأيه ووصف قانون الأسلحة الأمريكية بأنها «عار» في مقابلة مع صحيفة غلف نيوز الإماراتية ردا على سؤال كان حول إطلاق نار شارلي إيبدو في باريس. وردا على ذلك أعربت الشركة المصنعة للأسلحة الأمريكية بارا أوسا، التي قدمت الأسلحة المستخدمة من قبل نيسون في سلسلة أفلام تيكن، عن أسفها للعمل معه، قائلة: «لن نوفر الأسلحة النارية لاستخدامها في أفلام بطولة ليام نيسون ونطلب من أصدقائنا والشركاء في هوليوود يمتنعون عن ربط علامتنا التجارية ومنتجاتنا بمشاريعه».
في عام 2014 احتج ليام على (حملة تجارة النقل عبر الأحصنة) التي شنها عمدة مدينة نيويورك بيل دي بلازيو والذي قال وقتها أنه سوف يحظر العربات التي تجرها الخيول في سنترال بارك فور تسلمه منصبه. كتب نيسون رأيه في صحيفة نيويورك تايمز عن الحملة بأنها خاطئة وعبر عن تجارة النقل عبر الخيول بأنها وسيلة نقل سليمة وآمنة للموظفين والسياح وأشار إلى أنها كانت مصدر رزق للعديد من المهاجرين.
عرض نيسون شريط فيديو لمنظمة العفو الدولية وهي تضع قرار لصالح إضفاء شرعية الإجهاض في أيرلندا، والتي انتقدها بعض المعلقين المحافظين والمؤيدين للحياة ووصفوها بأنها «زاحفة» و«معادية للكاثوليكية».

## الحياة الشخصية
عاش نيسون مع الممثلة هيلين ميرين خلال أوائل الثمانينيات، حيث التقيا أثناء عمله في إكسكاليبور (1981). أجرى نيسون مقابلة مع جيمس ليبتون في برنامج استديو الممثلين الداخليين، وقال أن ميرين كان لها دور أساسي في حصوله على وكيل للتمثيل.
التقى نيسون بزوجته الممثلة ناتاشا ريتشاردسون أثناء أدائه مسرحية آنا كريستي على مسرح برودواي في عام 1993. تزوجا في 3 يوليو 1994. في أغسطس 2004 اشترى نيسون وزوجته عقارا في ميلبروك، نيويورك. في 18 آذار / مارس 2009 توفيت ريتشاردسون عندما أصيبت بإصابات بالغة في حادث تزلج في منتجع مونت تريمبلانت، شمال غرب مونتريال، كيبك، كندا. تبرع نيسون بأعضائها بعد وفاتها. كان لها ولنيسون ولدان مايكل ريتشارد أنطونيو (ولد في 22 يونيو 1995، في دبلن) ودانيال جاك (ولد في 27 آب / أغسطس 1996، في مدينة نيويورك). في تشرين الأول / أكتوبر 1998 فاز نيسون وريتشاردسون بمبلغ 50,000 جنيه استرليني (370,853 دولارا) في أضرار قضية تشهير بعد أن ادعت صحيفة ديلي ميرور أنهما كانا يعانيان في زواجهما. وبعدها تبرعوا بالأموال لضحايا تفجير أوماه في أغسطس / آب 1998.
في يونيو 2012، نفى المتحدث باسم نيسون التقارير التي تفيد بأن نيسون اعتنق الإسلام. ومع ذلك، أعرب الممثل عن حبه للأذان، والذي اعتاد على سماعه أثناء تصوير فيلم Taken 2 في اسطنبول، ويقول عن ذلك: «في الأسبوع الثالث [من الإقامة]، أصبح الأمر كما لو أنني لا أستطيع العيش بدونه. لقد أصبح حقاً مؤثرا بالنسبة لي بطريقة خاصة جدا. جميل جدا.»، كما أعرب عن إعجابه بالممارسات الروحية للقديس إغناطيوس دي لويولا.

## مواقع خارجية
- الموقع الرسمي
- ليام نيسون على موقع elcinema.com (العربية)
- ليام نيسون على موقع IMDb (الإنجليزية)
- ليام نيسون على موقع ميتاكريتيك (الإنجليزية)
- ليام نيسون على موقع الموسوعة البريطانية (الإنجليزية)
- ليام نيسون على موقع روتن توميتوز (الإنجليزية)
- ليام نيسون على موقع مونزينجر (الألمانية)
- ليام نيسون على موقع ألو سيني (الفرنسية)
- ليام نيسون على موقع ميوزك برينز (الإنجليزية)
- ليام نيسون على موقع تيرنر كلاسيك موفيز (الإنجليزية)
- ليام نيسون على موقع أول موفي (الإنجليزية)
- ليام نيسون على موقع بوكس أوفيس موجو (الإنجليزية)